# Запарівка
Запа́рівка — село в Україні, у Лозівській міській громаді Лозівського району Харківської області. Населення становить 14 осіб. До 2020 року орган місцевого самоврядування — Орільська селищна рада.

## Географія
Село Запарівка знаходиться на лівому березі річки Оріль (або на правому березі каналу Дніпро-Донбас, який тече в протилежному напрямку). Нижче за течією на відстані 0,5 км розташоване село Яблунівка (Дніпропетровська область). На відстані в 2 км розташоване село Хижняківка.

## Історія
- 1922 — дата заснування як хутір Запарівка.
- 1973 — перетворено в село Запарівка.
- 12 червня 2020 року, відповідно до Розпорядження Кабінету Міністрів України № 725-р «Про визначення адміністративних центрів та затвердження територій територіальних громад Харківської області», увійшло до складу Лозівської міської громади.[1]
- 17 липня 2020 року, в результаті адміністративно-територіальної реформи та ліквідації колишнього Лозівського району (1923—2020), увійшло до складу новоутвореного Лозівського району Харківської області.[2]